# کردناب
کردناب، روستایی از توابع بخش مرکزی شهرستان سلطانیه در استان زنجان ایران است.

## جمعیت
این روستا در دهستان گوزل دره قرار دارد و براساس سرشماری مرکز آمار ایران در سال ۱۳۹۵، جمعیت آن ۲۳۰ نفر (؟ خانوار) بوده‌است.